# Christian Samuel Barth

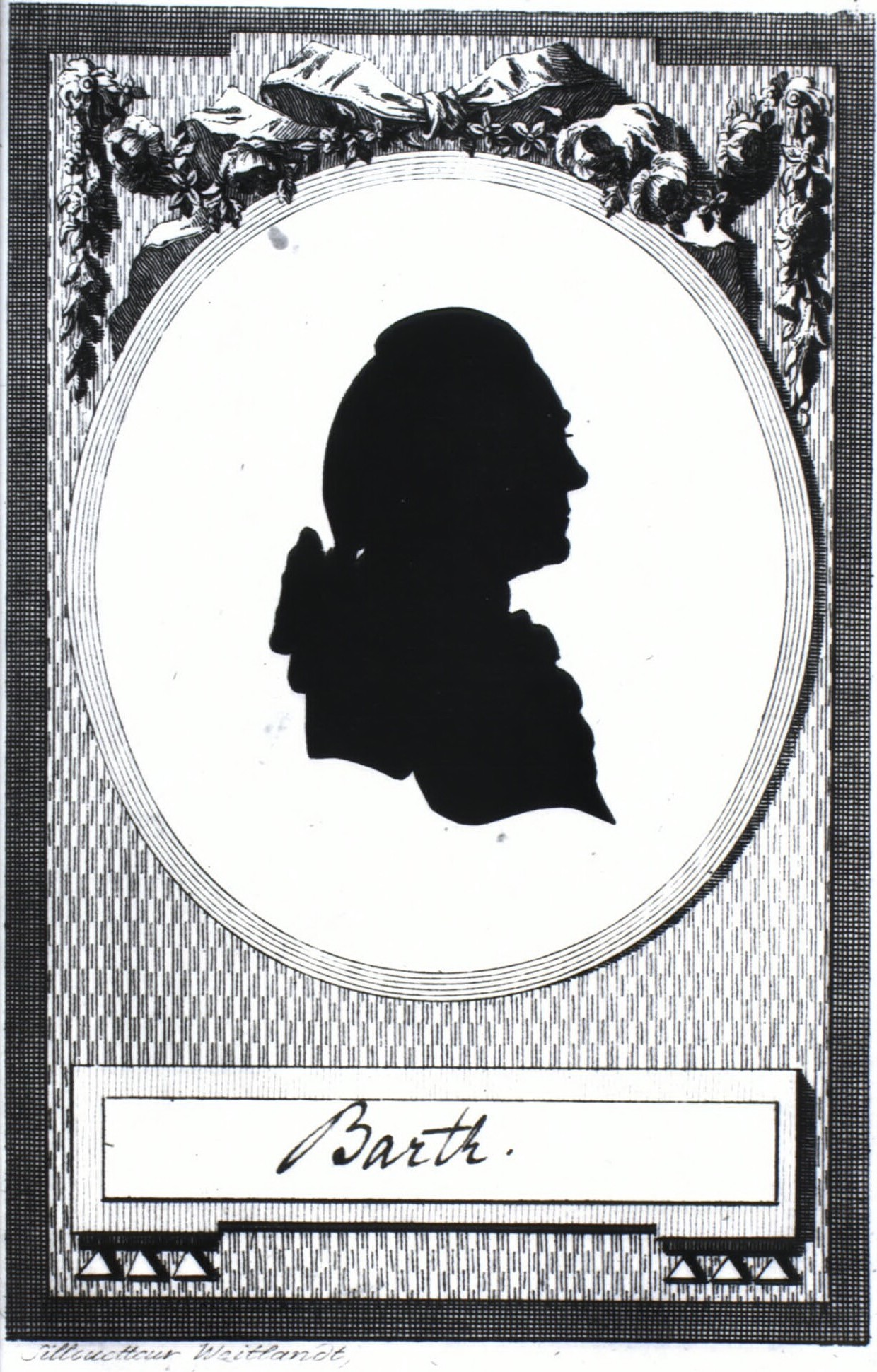
Christian Samuel Barth

Christian Samuel Barth (* 11. Januar 1735 in Glauchau; † 8. Juli 1809 in Kopenhagen) war ein deutscher Oboist und Komponist.

## Leben
Barth wurde als Sohn des Kaufmanns George Samuel Barth geboren. Er besuchte die humanistische Thomasschule zu Leipzig, während Johann Sebastian Bach Thomaskantor war. Er spielte als Oboist ab 1753 im Hoforchester Rudolstadt, ab 1762 in Weimar, ab 1768 in Hannover und ab 1772 in Kassel. Von 1786 bis 1798 war er schließlich Mitglied des Hoforchesters von König Christian VII. am Kopenhagener Schloss unter Johann Gottlieb Naumann. Zudem komponierte er mehrere Stücke. 